# Claude Ménard
Claude Ménard   (Montrésor, 14 de novembre de 1906 - Amboise, 2 de setembre de 1980) va ser un atleta francès, especialista en el salt d'alçada, que va competir durant les dècades de 1920 i 1930.
El 1928 va prendre part en els Jocs Olímpics d'Amsterdam, on guanyà la medalla de bronze en la prova del salt d'alçada del programa d'atletisme. Quatre anys més tard, als Jocs de Los Angeles, fou novè en la mateixa prova. En el seu palmarès també destaquen els campionats nacionals de 1926, 1928, 1929 i 1930.

## Millors marques
- Salt d'alçada. 1,92 m (1928)[1][3]